# F-16 Combat Pilot
F-16 Combat Pilot est un simulateur de vol de combat qui met en vedette l'avion de chasse F-16.

## Portages et rééditions
- 1989 : Compatible PC (en France)[1]
- 1989 : Atari ST[2]
- 1989 : Amiga[3]
- 1990 : Commodore 64[4]
- 1991 : Amstrad CPC[5]
- 1991 : Sinclair ZX Spectrum[6]
- 1991 : SAM Coupé[7]

## Accueil
Andy Smith du magazine ACE qui a testé la version PC en mode CGA, a attribué la note de 8 pour le graphisme et 2 pour l'audio.
| Examiné par               | Plate-forme  | Date          | Score  |
| ------------------------- | ------------ | ------------- | ------ |
| Amiga Action 32           | Amiga        | mai 1992      | 90 %   |
| Amiga Computing 48        | Amiga        | mai 1992      | 93 %   |
| Amiga Format 3            | Amiga        | octobre 1989  | 94 %   |
| Amiga Format 34           | Amiga        | mai 1992      | 80 %   |
| Amiga Power 21            | Amiga        | janvier 1993  | N/A    |
| Amiga World Vol 6 No 4    | Amiga        | avril 1990    | N/A    |
| AUI Vol 3 No 11           | Amiga        | novembre 1989 | 10/10  |
| CU Amiga-64               | Amiga        | août 1989     | 79 %   |
| lemon64.com               | Commodore 64 |               | 9/10   |
| Zzap!64 numéro 63 page 76 | Commodore 64 | juillet 1990  | 76 %   |
| atarimania.com            | Atari ST     |               | 8,3/10 |
| Génération 4              |              | mai 1989      | 99 %   |
| The One                   |              | mars 1989     | 89 %   |